# Nicolas Gombert

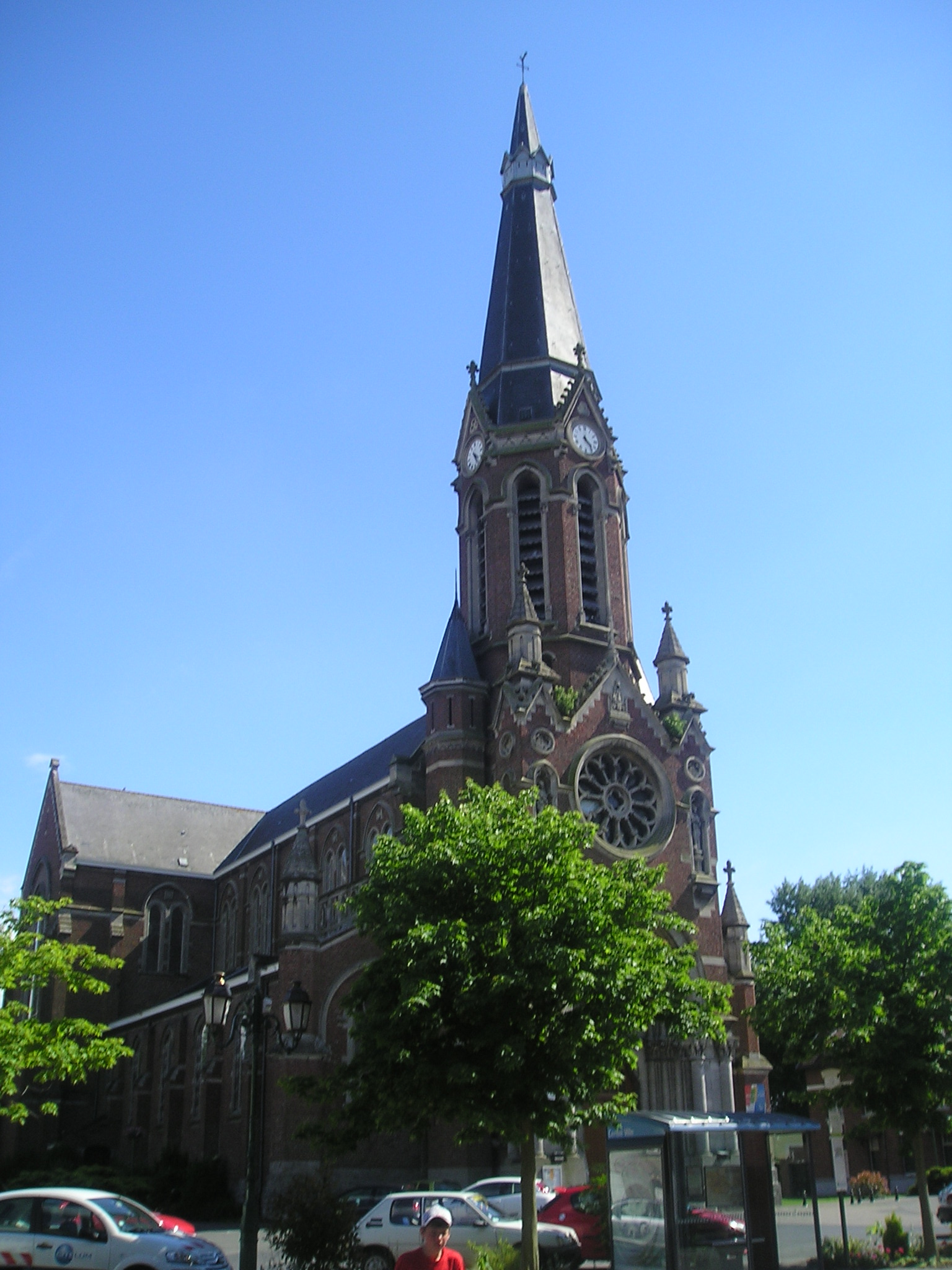
Cattedrale di La Gorgue, probabile luogo di nascita di Gombert

Nicolas Gombert (La Gorgue, 1495 circa – Tournai, 1560 circa) è stato un compositore fiammingo.

## Biografia
Il luogo di nascita non è certo: probabilmente si tratta di La Gorgue.
Fu verosimilmente allievo di Josquin Desprez fra il 1515 e il 1521, mentre a partire dal 1526 fu cantore, e anche compositore (scrisse in questo stesso anno un mottetto per il matrimonio dell'Imperatore), presso la cappella reale di Carlo V.
A partire dal 1529 fu magister puerorum, cioè insegnante delle voci bianche del coro reale; con questo coro ebbe il modo di cantare in tutti i possedimenti dell'Impero. Non ricoprì mai la posizione di maestro di cappella (titolo che venne affidato, invece, poco dopo a Thomas Crecquillon), ma fu compositore, arrangiando molte composizioni celebrative degli eventi più importanti del regno di Carlo V (la sua incoronazione nel 1530, l'incontro con Papa Clemente VII nel 1533, ecc.).
A partire dal 1540 non risultano più prove della sua attività corale: stando ad una testimonianza del matematico Girolamo Cardano, Gombert fu accusato di violenza sessuale nei confronti di un ragazzo e fu condannato ai lavori forzati nelle galee..
Ricevette la grazia probabilmente nel 1547, anno in cui scrisse una lettera al Gran Capitano di Carlo V, Ferrante I Gonzaga; secondo la testimonianza del Cardano, fu scrivendo il suo Magnificat e inviandolo all'Imperatore (il quale ne restò profondamente commosso), che riuscì a ottenere la grazia.

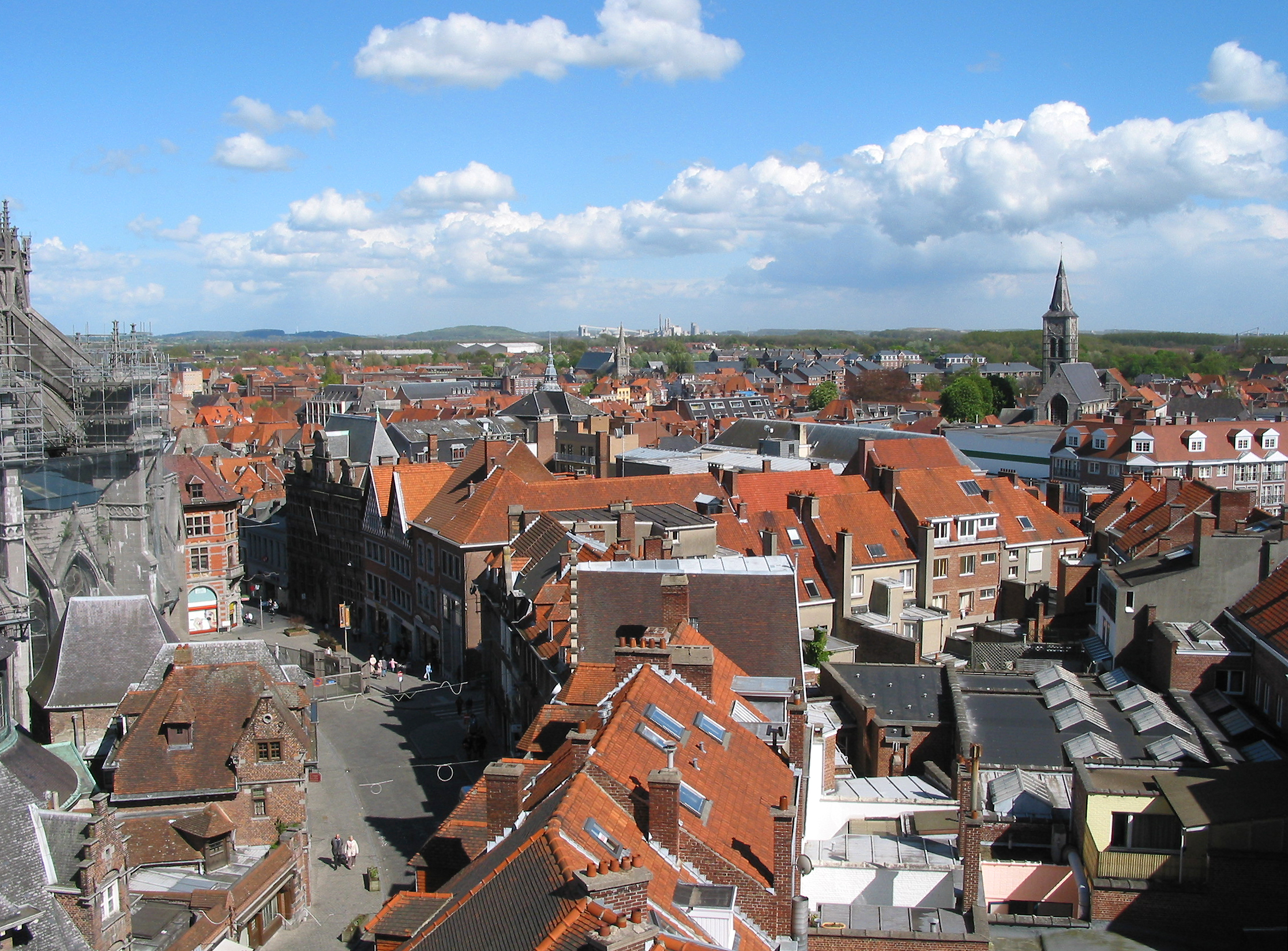
Cittadina di Tournai, probabile luogo della morte di Gombert

Passò i suoi ultimi anni di vita a Tournai, nell'attuale Belgio, trovando la morte probabilmente nel 1561, sempre secondo la testimonianza del Cardano.

## Opere

### Messe e Credo
1. Missa Quam pulchra es, 6v. (1532);
2. Missa Da pacem, 4v. (1532);
3. Missa Sancta Maria succurre miseris, 4v. (1540);
4. Missa Media vita, 5v. (1542);
5. Missa Sur tous regretz, 5v. (forse per l'incoronazione di Carlo V il 24 febbraio 1530, nella Basilica di San Petronio a Bologna, stampato nel 1542 con il titolo di "A la Incoronation");
6. Missa Philomena praevia, 5v. (1542);
7. Missa Dulcis amica (1556);
8. Missa Je suis desheritée, 4v. (1557);
9. Beati omnes, 4v.
10. Missa Tempore paschali, 6-12 v.;
11. Credo, 8v..

### Magnificat
1. Primi toni;
2. Secundi toni;
3. Tertii et octavi toni;
4. Quarti toni;
5. Quinti toni;
6. Sexti et primi toni;
7. Septimi toni;
8. Octavi toni.

### Motetti

#### Libro I, quarto. Motetti, 1539
1. Aspice Domine quia facta est;
2. Ave regina caelorum;
3. Ave sanctissima Maria;
4. Dicite in magni;
5. Dignare me laudare te;
6. Domine, pater et Deus vitae meae;
7. Domine situ es jube;
8. Duo rogavi te Domine;
9. Ecce nunc tempus acceptabile;
10. Fidelium Deus omnium conditor;
11. Fuit homo missus;
12. Inter natos mulierum;
13. Levavi oculos meos;
14. Miserere pie Jesu;
15. O gloriosa Dei genitrix;
16. O gloriosa domina Dei genitrix;
17. Quae est ista, quae processit;
18. Quam pulchra es et quam decora;
19. Saluto te sancta virgo Mariae;
20. Salvum me fac Domine;
21. Super flumina Babylonis;
22. Venite filii, audite me.

#### Libro I, quinto. Motetti, 1539
1. Adonai Domine Jesu Christe;
2. Anima mea liquefacta est;
3. Anima nostra sicut passer;
4. Audi filia et vide;
5. Ave Maria;
6. Ave mater matris Dei;
7. Ave sanctissima Maria;
8. Beati omnes qui timent Dominum;
9. Domine Deus omnipotens pater;
10. Ego flos campi;
11. Emendemus in melius;
12. Gaudeamus omnes et laetemur;
13. Haec dies quam fecit Dominus;
14. Hodie beata virgo Maria;
15. Inviolata integra et casta;
16. Judica me Deus;
17. Laus Deo, pax vivis;
18. O beata Maria;
19. O flos campi;
20. Pater noster;
21. Tota pulchra es;
22. Tribulatio et angustia;
23. Tu Deus noster;
24. Vias tuas Domine.

#### Libro II, quarto. Mottetti, 1541
1. Averte oculos meos;
2. Beata Mater, et innupta Virgo;
3. Cur quisquam corradat opes;
4. Domine non secundum peccata nostra;
5. Ergo ne vitae quod super est meae;
6. Fac tibi mortales;
7. Miserere nostri, Deus omnium;
8. O Domina mundi;
9. Quidquid appositum est;
10. Reminiscere miserationum tuarum;
11. Salve, Regina;
12. Salve regina / Ave regina / Inviolaza, integra et casta es / Alma Redemptoris mater;
13. Sancta Maria mater Dei;
14. Sancta Alphonse;
15. Si ignortas te o pulchra;
16. Surge, Petre;
17. Vae, vae Babylon;
18. Vita, dulcedo.

#### Libro II, quinto. Mottetti, 1541
1. Ad te levavi oculos meos;
2. Ave regina caelorum;
3. Caeciliam cantate pii;
4. Cantemus virgini canticum novum;
5. Conceptio tua Dei genitrix;
6. Confitebimur tibi, Deus;
7. Da pacem Domine;
8. Hodie nata es Virgo Maria;
9. Hodie nobis caelorum Rex;
10. Hortus conclusus es Dei genitrix;
11. Ne reminiscaris Domine;
12. O adorandum sacra mentum;
13. O felix Anna;
14. O magnum mysterium;
15. Patefactae sunt januae caeli;
16. Sit Trinitati sempiterna gloria;
17. Surge, Petre;
18. Veni dilecta mea;
19. Veni electa mea (per il matrimonio di Carlo V con Isabella del Portogallo, 1526 a Siviglia);
20. Venite ad me omnes.

#### Singoli mottetti in varie raccolte
1. Ad te levavi oculos meos 4v. (1539, attribuito anche a Jean Richafort);
2. Angelus Domini ad pastores 4v. (1529, attribuito anche a Philippe Verdelot);
3. Aspice Domine in testamentum 5v. (1538);
4. Ave salus mundi 6v. (1539);
5. Beatus vir qui non abiit 6v. (1539);
6. Benedicta es caelorum regina 6v. (1564);
7. Descendi in hortum meum 6v. (1539);
8. Domine quis habitabit 5v. (1556);
9. Dulcis amica Dei 4v. (1532);
10. Duo rogavi te Domine 6v. (1539);
11. Ego sum qui sum 6v. (1539);
12. Egregie matyr Sebastiane 5v. (1523);
13. Felix Austriae domus 5v. (1537, per l'incoronazione di Ferdinando I, 1531);
14. Gabriel nuntiavit Mariae 5v. (1538);
15. Gaude mater ecclesia 4v. (1538);
16. Hic est discipulus 5v. (1538);
17. Homo erat in Jerusalem 4v. (1534);
18. In illo tempore dixit Jesus / Hic est panis 5v. (1538);
19. In illo tempore intravit Jesus 5v. (1545);
20. In illo tempore: Loquente Jesu 6v. (1539);
21. In illo tempore dicebat Jesus / Sed cum facis 6v. (1555);
22. In patientia vestra 4v. (1540);
23. In te Domine speravi 6v. (1539);
24. Media vita in morte sumus 6v. (1539);
25. Musae Jovis 6v. (1545);
26. O crux, spendidor 6v. (1539);
27. Oculi omnium in te sperantium 6v. (1539);
28. O Domine Jesu Christe 6v. (1539);
29. O Jesu Christe 8v. (1568);
30. O Jesu Christe succurre 6v. (1538);
31. Omnis pulchritudo Domini 6v. (1555);
32. O Rex gloriae 6v. (1539);
33. Peccata mea, sicut sagittae 6v. (1549);
34. Quem dicunt homines 6v. (1555);
35. Qui colis Ausoniam 6v. (1549, composto per l'incontro di Papa Clemente VII e Carlo V a Bologna, 1533);
36. Qui seminant in lachrymis 4v. (1539);
37. Regina caeli 12v. (1534);
38. Respice Domine 5v. (1538);
39. Salvator mundi, salva nos 6v. (1535);
40. Sancta et immaculata 5v. (1538);
41. Sancta Johannes apostole 4v. (1539);
42. Si bona suscepimus 6v. (1539);
43. Stabat autem Petrus 5v. (1557);
44. Suscipe verbum, virgo Maria 5v. (1532);
45. Tribulatio cordis mei 5v. (1538);
46. Tulerurnt Dominum 8v. (1552, = Je prens congie);
47. Virgo sancta Catherina 4v. (1534).

#### Singoli Mottetti in Manoscritti
1. Constitues eos 6v.;
2. Ecce quam bonum 4v.;
3. Emendemus in melius 4v.;
4. In illo tempore pastores 4v.;
5. Jubilate Dei omnis terra 4v.;
6. Philippe qui videt me 5v.;
7. Regina caeli 10v.;
8. Speciosa facta es 4v.;
9. Tota pulchra es 6v..

### Chansons

#### Chansons in Raccolte
1. A bien grand tort 4v. (1538)
2. Alleluya my fault chanter 4v. (ca. 1528)
3. Amours vous me faictes 4v. (1533)
4. Amys souffrez 5v. (1550)
5. A quoy tient-il 4v. (1531)
6. A traveil suis 6v. (1544)
7. Aultre que vous 4v. (1535)
8. Ayme qui vouldra 5v. (1544)
9. Celluy a qui mon cueur 4v. (1535)
10. Celluy qui est long 3v. (1560)
11. C'est à grand tort 4v. (1544)
12. Crainte et espoir 4v. (1552)
13. D'en prendre deux 4v. (1557)
14. D'estre amoureux 4v. (1552)
15. Dezilde al cavallero, Canción 5v. (1556)
16. Dieu me fault il 5v. (1550, attribuito anche a Thomas Crequillon)
17. En attendant l'espoir 6v. (1545)
18. En aultre avoir 4v. (1534)
19. En douleur et tristesse 6v. (1550)
20. En l'ombre d'ung buissonet 6v. (1540)
21. Gris et tanne 4v. (1530)
22. Hors envieulx 4v. (1536)
23. Jamais je n'euz tant 4v. (1534, attribuito anche a Thomas Crequillon)
24. J'ay congé prins 4v. (1534)
25. J'ay eu congé 4v. (1544)
26. J'aymeray qui m'aymera 4v. (1533)
27. Je ne scay pas 5v. (1544)
28. Je suis trop jeunette 5v. (1550)
29. Joyeulx vergier 4v. (1544)
30. Laine et travéil 6v. (?)
31. Le bergier et la bergiere 5v. (1544)
32. Mille regretz 6v. (1540)
33. Mon coeur elist 4v. (1541)
34. Mon pensement ne gist 4v. (1550)
35. Mort et fortune 4v. (1538)
36. Nesse pas chose dure 5v. (1544)
37. O doulx regretz 4v. (1549)
38. O malheureuse journee 5v. (1550)
39. Or escouttez gentil veneurs 4v. (1545)
40. Or suis-je prins 4v. (1544)
41. Par ung regard 3v. (1569)
42. Pleust a Dieu quil fust 3v. (1560)
43. Pleust a Dieu 6v. (1544)
44. Plus de Venus 4v. (1552)
45. Pour parvenir bon pied 4v (1543)
46. Puis qu'ainsi est 4v. (I) (1544)
47. Puis qu'ainsi est 4v. (II) (1544)
48. Quant je suis au prez de mamye 5v. (1544)
49. Qui ne l'aymeroit (=O Jesu Christe) 8v. (1540)
50. Raison le veult 4v. (1549)
51. Raison me dict 4v. (1552)
52. Raison requirt amour 6v. (1550)
53. Regret enny traveil 5v. (attribuito anche a Thomas Crequillon)
54. Resveillez vous cueurs endormis 3v. (1545)
55. Secourez moy madame 5v. (1544)
56. Se dire je losoye 5v. (1544)
57. Se le partir m'est dueil 4v. (1544)
58. Si le secours 4v. (1544)
59. S#io veggio sotto l'un e l'altro ciglio, madrigal 6v. (1541)
60. Souffrir me convient 5v. (1544)
61. Tant bien party 3v. (1569)
62. Tant de traveil 4v. (1541)
63. Tousiours souffrir 5v. (1550)
64. Tous les regretz 6v. (1544)
65. Triste depart m'avoit 5v. (1544)
66. Trop endurer 5v. (1550)
67. Tu pers ton temps 4v. (1535)
68. Ung jour viendra 5v. (1443)
69. Vous estes trop jeune 4v. (1538)

#### Chansons tramandate per manoscritto
1. Amoureulx suis d'une plaisante brunette, 5v.
2. Au joly bois 6v.
3. Changons propos 6v.
4. En espoir d'avoir mieulx 4v.
5. Je prens congie 8v.
6. Joyssance vous donneray 6v.
7. Mon petit cueur 6v.
8. Mon seul 7v. (textlos)
9. Paine et travéil 6v.
10. Plus en sera garde 4v.
11. Que porra dire ou croire 6v.
12. Si je ne my plains 4v.
13. Si mon traveil 6v.

### Lavori di dubbia autenticità
1. Missa Fors seulement 5v. (Gombert o H. Vinders)
2. Adversumme susurrabent (Gombert o E. Causin)
3. Alleluia. Spiritus Domini 5v. (Gombert o N. des Celliers de Hesdin)
4. Cantibus organicis 4v. (Gombert o H. Naich)
5. Hodie Christus natus est 5v. (Gombert o Vincenzo Ruffo)
6. Hodie in Jordane 6v. (Gombert o Maistre Jhan)
7. Inclina Domine aurem tuem 5v. (Gombert o J. de Berchem)
8. Laqueus contritus est (Gombert o Jacob Clemens non Papa)
9. Maria Madalene et altera Maria 5v. (Gombert o Pierre de Manchicourt)
10. Peto Domine et de vinculo 5v. (Gombert o E. Causin)
11. Force sera sy de bref 4v. (Gombert o Th. Crequillon)
12. J'ay mis mon cueur 8v. (attribuzione a Gombert non sicura)
13. Je ne me puis tenir d'aimer 5v. (Gombert o Claudin de Sermisy)
14. Plaisir n'ay plus mais vis 5v. (Gombert o Th. Crequillon)